# Appelflap

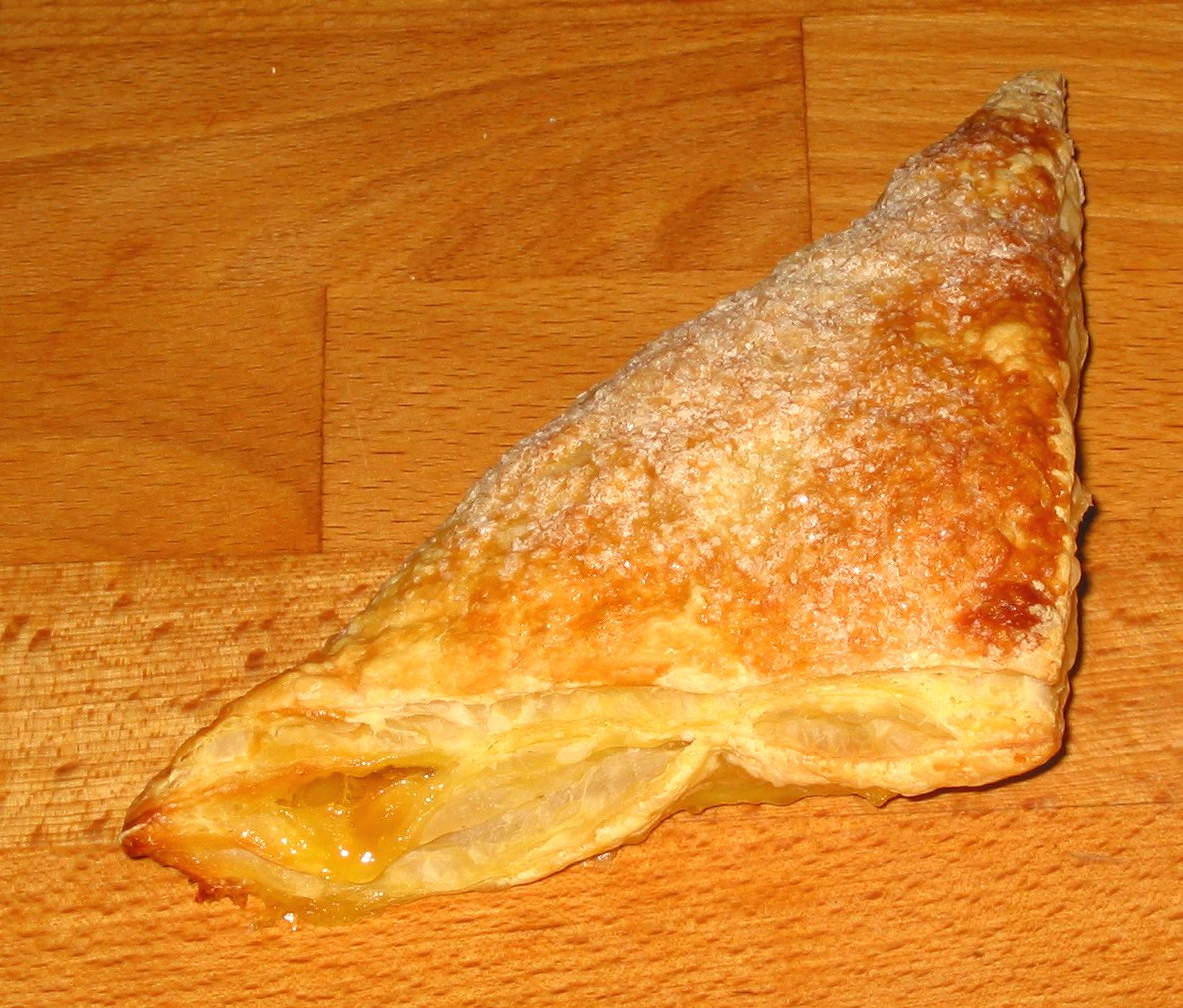
Ciastko appelflap

Appelflap – ciastko holenderskie wypiekane z ciasta francuskiego i nadziewane jabłkami. Ma charakterystyczny trójkątny kształt i jest posypane po wierzchu gruboziarnistym cukrem.
W skład nadzienia, obok pokrojonych na drobne kawałki jabłek i cukru, wchodzą także rodzynki, proszek cynamonowy i ewentualnie sok z cytryny oraz esencja rumowa. Do nadzienia używa się najczęściej jabłek z odmian: 'Złota Reneta', 'Elstar' lub 'Jonagold'.
Ciastko jest powszechnie dostępne w sprzedaży – można je kupić w supermarketach, sklepach piekarniczych i cukierniach. Jest chętnie spożywane podczas przerwy na kawę.
Innym, mniej popularnym, wariantem ciastka jest kersenflap, czyli identyczne ciastko, ale z nadzieniem wiśniowym i dla odróżnienia posypane po wierzchu cukrem pudrem.